# Ichneumon (Zoologie médiévale)
Cet article traite de l’ichneumon dans la littérature. Pour l'animal, voir Herpestes ichneumon. Pour voir le genre d’insectes, voir Ichneumon.
Ichneumon est une ancienne dénomination utilisée dans les langues européennes pour désigner la mangouste. Réputée pour sa capacité à combattre et détruire les serpents venimeux et manger les œufs de crocodiles, depuis l’Antiquité, elle aura laissé une telle impression sur les auteurs de son époque, que son image sera reprise dans la littérature européenne médiévale, où elle sera associée à un d’autres espèces à l’apparence similaire issues de la faune locale, particulièrement des mustélidés comme la belette où elle sera décrite comme étant l'ennemie du dragon.

## Étymologie et description
Le terme Ichneumon est une dénomination latine, provenant du grec ancien (ἰχνεύμων) « pisteur ». L’animal était utilisé par les Égyptiens et les indiens dans les périodes anciennes pour se débarrasser des serpents venimeux, comme le cobra, ou encore d’autres reptiles comme les crocodiles. C'est un animal vif, capable de se déplacer rapidement et de sauter plusieurs mètres en un seul bond. Par l’intermédiaire des chroniqueurs antiques, notamment Pline l’Ancien, il sera ponctuellement associé à d’autres animaux dans la littérature médiévale européenne où il affrontera des dragons comme le basilic ou la cacatrix.
Pendant longtemps, le nom ichneumon était l’appellation de référence pour désigner toutes les espèces de mangoustes, africaines ou asiatiques, le terme « mangouste » aurait émergé en français aux alentours du XVIIe siècle, du portugais mangus désignant l’animal. Du fait que cette terminologie fut adoptée pour désigner un genre de guêpe, et par l’internationalisation du terme mangus et ses dérivés : mangoose en anglais, mangusten en Allemand… le terme ichneumon perdit en récurrence dans la littérature, et dans les périodes actuelles, il n’est plus vraiment utilisé que pour désigner la mangouste d’Égypte (Herpestes ichneumon).

## Mentions dans la littérature

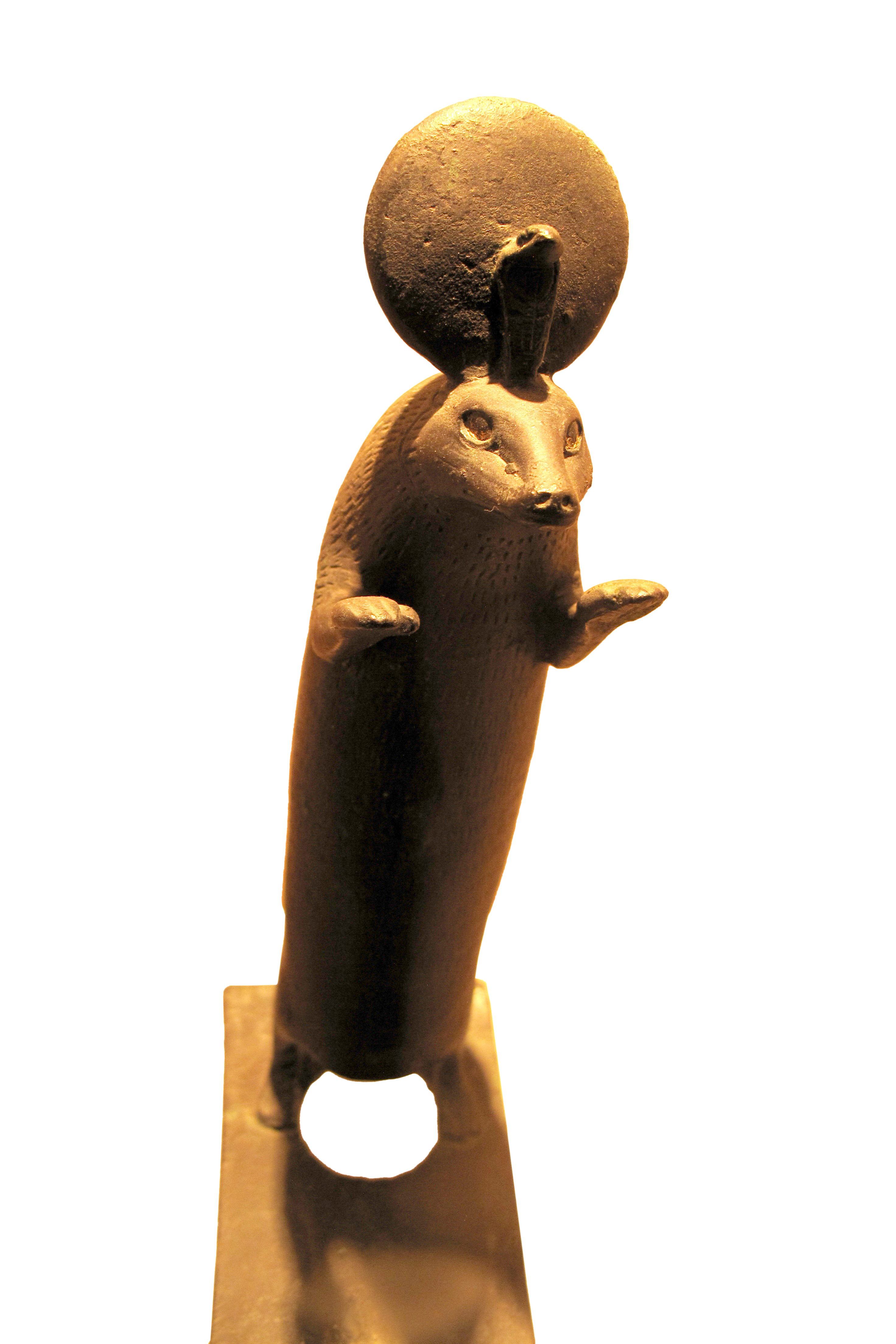
Statuette de mangouste coiffé de l'uræus et du disque solaire. Bronze, époque ptolémaïque.

Les qualités de la mangouste comme chasseurs de serpents venimeux sont connus depuis les périodes les plus anciennes : Dans la mythologie égyptienne, le dieu Rê se transforme en mangouste géante, de plus de 24 mètres de long, pour lutter contre le serpent Apophis. Le culte de l’animal est attesté dans diverses villes de l'Égypte antique : Héliopolis, Bouto, Saïs, Athribis, Bubastis, Hérakléopolis, etc. De nombreuses momies de mangouste ont été retrouvées. La première mention de l’animal dans les textes antiques vient de Hérodote, dans son Enquête, publié en 440 av J.C, où il est fait mention de l’animal comme d’un « rat sacré » dans son récit sur le prêtre d'Héphaistos et roi d'Égypte Séthon.
Une description plus complète sera donnée dans le dix-septième volume de la Géographie' de Strabon, au Ier siècle apr. J.-C. : 
La mangouste est un animal, très destructeur tant pour les crocodiles que pour les aspics. Elles détruisent non seulement les œufs de ces derniers, mais aussi les animaux eux-mêmes. Elles se protègent en se recouvrant de boue, dans laquelle elles se roulent avant de se sécher au soleil. Ils saisissent alors les aspics par la tête ou la queue, les traînent dans la rivière et les tuent ainsi. Ils guettent les crocodiles lorsqu'ils se prélassent au soleil, la bouche ouverte ; puis ils plongent dans leurs mâchoires, dévorent leurs entrailles et leur ventre, et ressortent du cadavre.
Plus tard, dans le quatre-vingt huitième chapitre du huitième volume de son traité sur l’Histoire Naturelle, Pline l'Ancien évoque deux confrontations entre d’un mammifère carnivore longiligne contre un serpent :   
La mangouste est connue pour sa volonté de combattre le serpent jusqu'à la mort. Pour ce faire, elle se recouvre d'abord de plusieurs couches de boue, les laissant sécher au soleil afin de former une sorte d'armure. Une fois prête, elle attaque, esquivant les coups reçus jusqu'à ce qu'à trouver une ouverture, puis, la tête inclinée sur le côté, vise la gorge de son ennemi. Cette créature attaque également le crocodile de la même manière. »
Il en fait une seconde mention dans son paragraphe consacré au basilic : 
Ce monstre redoutable ne peut être tué que par l’effluve de la belette, une chose qui a été tentée avec succès. Les rois ont souvent désiré voir son corps lorsqu’il était tué ; ainsi, la nature a voulu que rien ne soit sans antidote. L’animal est jeté dans le trou du basilic, que l’on reconnaît facilement au sol contaminé autour de celui-ci. La belette détruit le basilic de son odeur, mais meurt dans cette lutte entre la nature et elle-même.
Dans cette confrontation-ci, il est question d’une plante magique qu’ingèrerai le petit animal pour venir à bout du serpent. En Inde, la mangouste, également connue pour sa capacité de vaincre le cobra, tiendrait son pouvoir d’une plante magique, selon des croyances ancestrales, transmises dans le milieu médical. Ladite plante, désignée sous le nom de sarpagandhaa सर्पगंधा, désignée en médecine moderne sous le nom de Rauvolfia serpentina. Un conte populaire indien, raconte l’histoire d’un brahman ayant une mangouste apprivoisé auquel il avait suffisamment confiance pour lui confier la garde de son bébé. Un jour, alors que l’animal gardait l’enfant, un cobra arriva et la mangouste le tua. Cependant, lorsque son maître revient, il vit que la mangouste avait du sang dans la bouche. Croyant que c’était celui de son fils, il tua son animal, avant de comprendre son erreur lorsqu’il vit son fils dans le berceau, indemne.

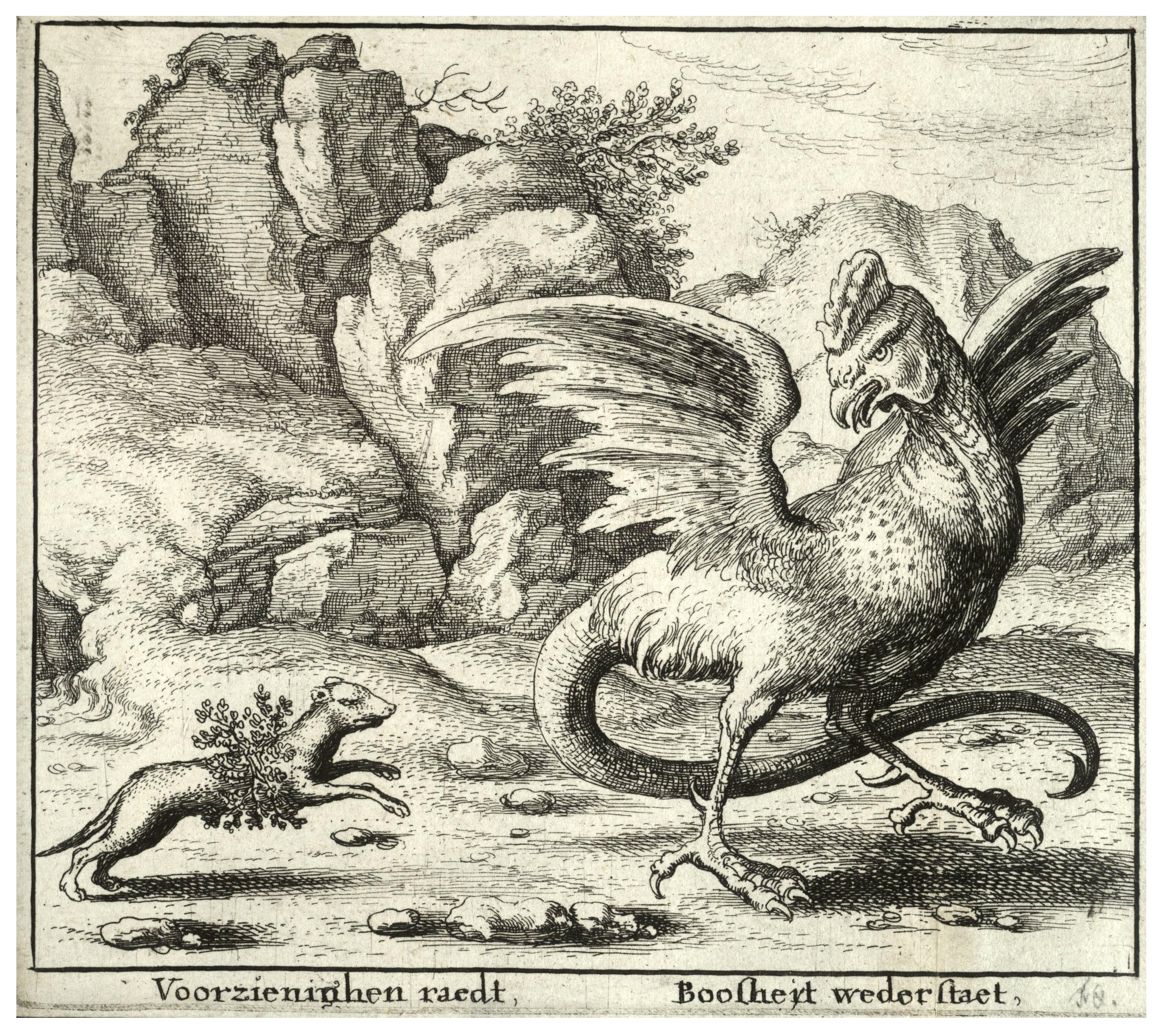
Gravure du XVII^{e} siècle représentant une belette affrontant un basilic.

Pline l’Ancien n’a pas voyagé en Inde et n’en a reçu des mentions que par des écrits des ambassades grecques et romaines sous Auguste et de marchands et de marins. L’espèce de l’animal aurait été altérée à cause de la traduction, de par le fait que la mangouste n’était pas un animal familier pour les grecques et les romains de l’époque. Cette erreur de traduction aura une incidence sur le lore autour de l’animal dans l’imaginaire médiéval en Europe jusqu’à figurer dans diverses gravures : Au VIIe siècle Isidore de Séville, au second chapitre du douzième volume de son encyclopédie Etymologiae reprend les caractéristiques de la belette par Pline l’ancien : « Ce qui est produit par l'odeur de cette bête est à la fois salutaire et toxique dans l'alimentation. ».
Mais l’analogie avec la belette durera relativement peu de temps et resteront restreint aux folklores autour du basilic et de la cocatrix, les mentions de la mangoustes, à partir des sources décrivant l’animal présent en Égypte, continuent de circuler et ce, dès le début de la période :  Dans ses carnets écrits au XVIe siècle, Léonard de Vinci parle de la mangouste en ces termes : 
 Cet animal est l'ennemi mortel de l'aspic. Il est originaire d'Égypte et, lorsqu'il aperçoit un aspic à proximité, il court aussitôt vers les berges du Nil pour s'y rouler dans la boue. Il se couvre ainsi de boue, puis se sèche au soleil, répète l'opération plusieurs fois et forme ainsi trois ou quatre couches comme une cotte de mailles. Il attaque ensuite l'aspic et le combat avec adresse, jusqu'à pouvoir le saisir à la gorge et le tuer.

## Littérature et cultures contemporaine
- Au XVIIIe siècle siècle, le poète anglais Christopher Smart, dans son poème Jubilate Agno, loue son chat Jeoffry : « Car il a tué le rat-ichneumon, très pernicieux sur terre. »[réf. nécessaire]
- Le poète américain John Greenleaf Whittier a écrit un poème en tant qu'élégie pour un ichneumon, qui avait été apporté à la Haverhill Academy à Haverhill (Massachusetts), en 1830. Ce poème, longtemps perdu, a été publié dans le numéro de novembre 1902 du magazine "The Independent"[8][source insuffisante].
- Victor Hugo mentionne l'ichneumon dans « L'épopée du ver », grand poème de La Légende des siècles : « Le crocodile affreux, dont le Nil cache l'antre, / Et qui laisse aux roseaux la marque de son ventre, / A peur de l'ichneumon »[9][source insuffisante] (v. 475-477). En effet l'ichneumon dévorait les œufs des crocodiles.
- Le canon de Sherlock Holmes mentionne également un ichneumon dans la nouvelle Le Tordu, bien qu'en raison de la description qu'en fait Watson et de l'histoire de son propriétaire en Inde, il soit probablement en réalité un mangouste indienne grise, montrant le caractère généraliste de la terminologie à l’époque, y compris en anglais[10][source insuffisante].
- Dans The Wizard of Zao (en) de Lin Carter (1978), le sorcier Oolb Votz vainc et détruit son adversaire, Plopp le chaman gobelin, en se transformant en ichneumon[réf. nécessaire].